# Груилунг (Бихор)
Груилунг (рум. Gruilung) насеље је у Румунији у округу Бихор у општини Лазарени. Oпштина се налази на надморској висини од 214 m.

## Становништво
Према подацима из 2002. године у насељу је живело 134 становника, од којих су сви румунске националности.